# Nanny Ogg’s Cookbook
Nanny Ogg’s Cookbook (в переводе с англ.  «Поваренная книга Нянюшки Ягг») — книга рецептов и полезных житейских советов английского писателя Терри Пратчетта в соавторстве со Стивеном Бриггсом и Тиной Ханнан (англ. Tina Hannan). Иллюстрации к книге выполнил Пол Кидби. На русском языке ещё не издавалась (по состоянию на 2010 год). Книга входит в серию книг о Плоском мире.

## Аннотация
В книге приведены кулинарные рецепты из разных стран Диска, советы на тему этикета с представителями самых различных слоев населения и просто мудрые высказывания одной из самой известных ведьм Плоского Мира — Нянюшки Ягг. Почти все блюда, приведённые в книге, за исключением дварфийских, вполне съедобны и относятся, в основном, к блюдам английской кухни.
По словам редакторов издания, почти все рецепты Нянюшка переписала из других сборников, щедро приправив их своим неповторимым ланкрским юмором.
Некоторые из рецептов были получены из рук известных личностей на Плоском мире. Например, рецепт Хлеба и Воды от патриция Анк-Морпорка лорда Витинари; не менее интересные рецепты от Наверна Чудакулли, Аркканцлера Незримого Университета или от короля Веренса Второго Ланкрского.

## Содержание
Сборник состоит из следующие разделов:
- Предисловие Автора
- Замечание от Редакторов
- Философия Кулинарии от Нянюшки Ягг
- Рецепты дварфийской кухни
- Пра Этикет
  - Заметки про Другие Виды
  - Правило Старшинства
  - Проявления Такта
  - Этикет За Столом
  - Про Курение
  - Немного О Садоводстве
  - Рождение
  - Основы Ухаживания
  - Язык Цветов
  - Женитьба
  - Смерть
  - Королевские События
  - Как Вести Себя В Спальне
- Послесловие

Нянюшка Ягг также является автором двух других книг: запрещённой к публикации «Лакомой Отрады» и «Сказок Матушки Ягг Для Маленьких (с картинками)».

## Перевод
- Официального перевода нет
- Неофициальный — перевод Цитадели Детей Света